# Брусник (острво)
Брусник је ненасељено острво у Јадранском мору које припада Хрватској. Захвата површину од 5 хектара. Налази се 23 километара западно од Виса. Острво је од 1951. Геолошки споменик природе, па је законом заштићено. Највиши врх острва је на 30 метара надморске висине.
Дужина острва је око 200 метара, а ширина до 150 метара. 

## Геологија
Острво је претежно изграђено од магматских стена (дијабаз), од којег се израђују брусови по којима острво носи име. У подручју Брусника, Јабуке и Св. Андрије забележене су магнетне сметње. Обале острва су стеновите, а у северозападном делу су плаже од крупних облутака. Уз југоисточну и северозападну обалу налази се и неколико мањих гребена.

## Вегетација
На острву расте ендемска биљка дубровачка зечина и живи ендемски гмизавац, црна гуштерица (Lacerta melisellensis meliselčensis).